# Один кубок світу з футболу, одна війна, а скільки корупції?
«Один кубок світу з футболу, одна війна, а скільки корупції?» (англ. «One World Cup, One War, How Much Corruption?») — документальний фільм 2018 року британського журналіста Тіма Вайта (англ. Tim White) про корупцію у FIFA.

## Фабула
У фільмі через серію інтерв'ю показані обставити, за яких Росія, яка веде війну з Україною, здобула право на проведення Чемпіонату світу з футболу 2018 року...

## Творча група
- Автор і режисер: Тім Вайт (англ. Tim White)

## Показ
10 липня 2018 презентація фільму відбулась в столиці Євросоюзу Брюсселі.